# Kōji Tsuruta
Pour les articles homonymes, voir Tsuruta (homonymie).
Kōji Tsuruta (鶴田 浩二, Tsuruta Kōji), né le 6 décembre 1924 à Hamamatsu au Japon et mort le 16 juin 1987, d'un cancer du poumon, est un acteur japonais. 

## Biographie
Né à Hamamatsu, au Japon, Tsuruta étudie à l'université du Kansai en étant parallèlement engagé dans la marine impériale japonaise. Après la Seconde Guerre mondiale, il rejoint la troupe de théâtre de Kōkichi Takada et fait ses débuts au studio de cinéma Shōchiku en 1948 dans le film Yūkyō no mure.
Dans les années 1960, il joue dans de nombreux yakuza eiga (genre de film populaire au Japon) de la société de production Toei, où il incarne régulièrement un chevalier las du monde yakuza. Tsuruta est aussi un chanteur à succès.
Kōji Tsuruta a tourné dans 260 films entre 1948 et 1985.

## Filmographie partielle

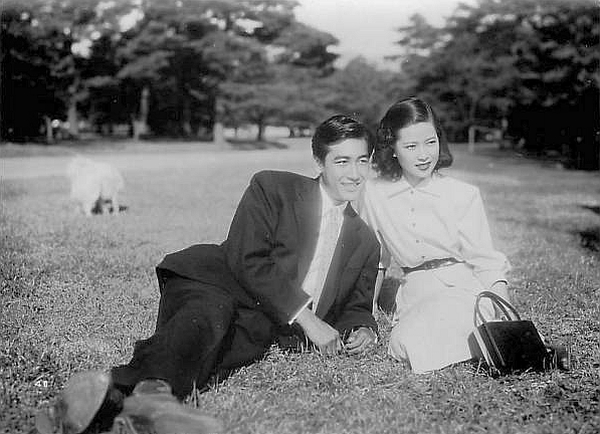
Kōji Tsuruta et Setsuko Wakayama dans La Bataille de roses (1950).

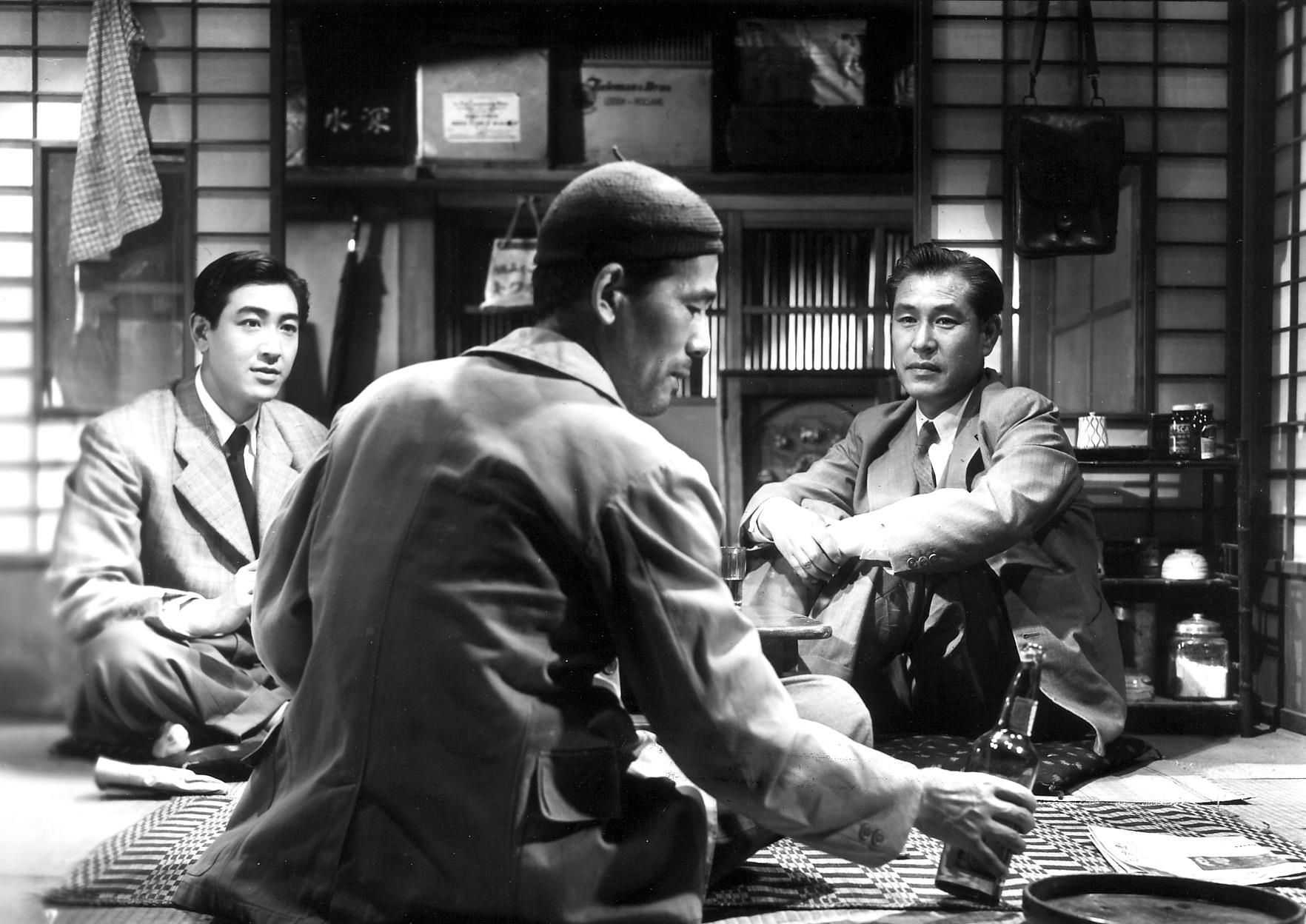
Kōji Tsuruta, Chishū Ryū et Shin Saburi dans Le Goût du riz au thé vert (1952).

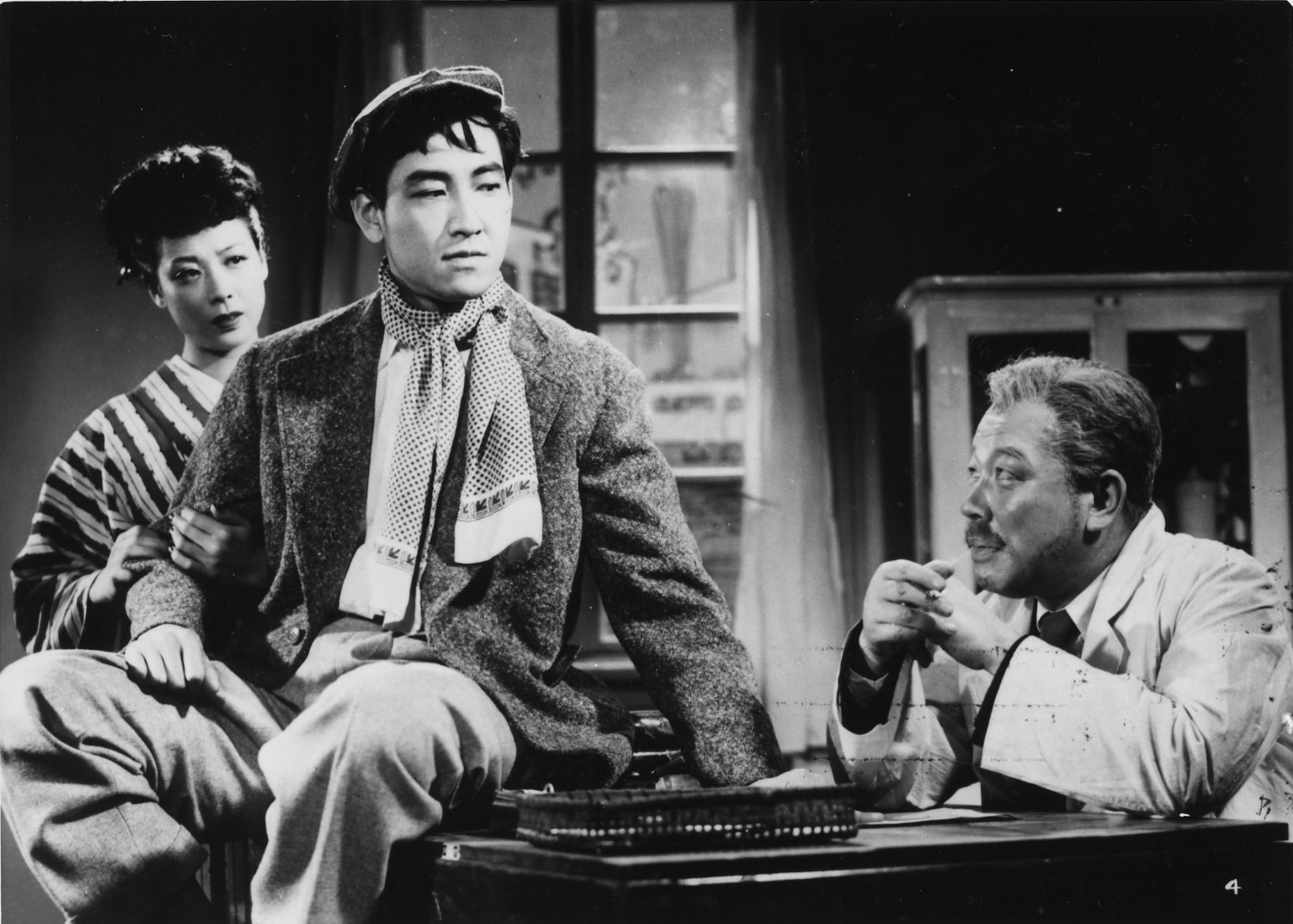
Chikage Awashima, Kōji Tsuruta et Eijirō Yanagi dans Pas de consultations aujourd'hui (1952).

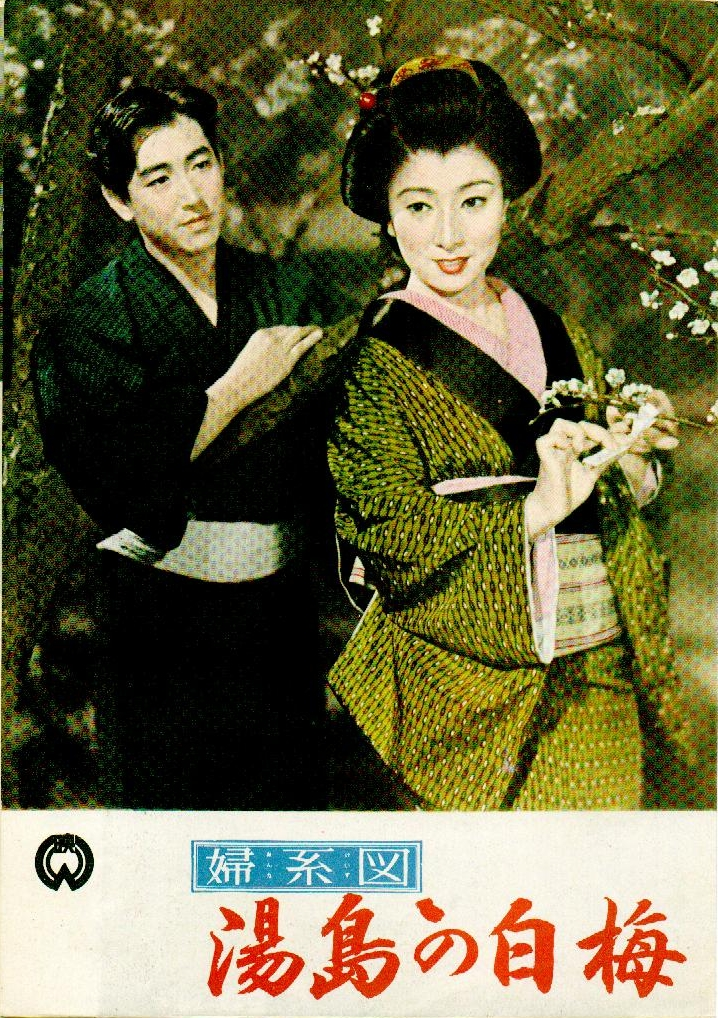
Kōji Tsuruta et Fujiko Yamamoto sur l'affiche de Romance à Yushima (1955).

### Années 1940
- 1948 : Yūkyō no mure (遊侠の群れ?) de Tatsuo Ōsone
- 1949 : Flamme de mon amour (我が恋は燃えぬ, Waga koi wa moenu?) de Kenji Mizoguchi
- 1949 : Ren'ai sanbagarasu (恋愛三羽烏?) de Noboru Nakamura

### Années 1950
- 1950 : Eikō e no michi (栄光への道?) de Noboru Nakamura
- 1950 : Haru no shio : Zenpen (春の潮 前篇?) de Noboru Nakamura
- 1950 : Haru no shio : Kōhen (春の潮 後篇?) de Noboru Nakamura
- 1950 : Seppun daiichigō (接吻第一号?) de Yasushi Sasaki
- 1950 : Eden no umi (エデンの海?) de Noboru Nakamura
- 1950 : La Bataille de roses (薔薇合戦, Bara gassen?) de Mikio Naruse : Sonoike
- 1951 : Tenshi mo yume o miru (天使も夢を見る?) de Yūzō Kawashima
- 1952 : Le Goût du riz au thé vert (お茶漬の味, Ochazuke no aji?) de Yasujirō Ozu
- 1952 : Pas de consultations aujourd'hui (本日休診, Honitsu kyūshin?) de Minoru Shibuya : Kakichi
- 1953 : Les Nuits de Hawaï (ハワイの夜, Hawai no yoru?) de Masahiro Makino et Shūe Matsubayashi
- 1954 : Révolte (叛乱, Hanran?) de Shin Saburi et Yutaka Abe
- 1955 : Homme n° 1 (男性Ｎｏ．１, Dansei No. 1?) de Kajirō Yamamoto
- 1955 : Duel à Ichijoji (続宮本武蔵 一乗寺の決闘, Zoku Miyamoto Musashi : Ichijōji no kettō?) de Hiroshi Inagaki : Kojiro Sasaki
- 1955 : Moi aussi je suis un homme (俺も男さ, Ore mo otoko sa?) de Kajirō Yamamoto
- 1955 : Romance à Yushima (婦系図 湯島の白梅, Onna keizu: Yushima no shiraume?) de Teinosuke Kinugasa
- 1957 : L'Art du combat de Yagyu I (柳生武芸帳, Yagyū bugeichō?) de Hiroshi Inagaki
- 1958 : L'Art du combat de Yagyu II (柳生武芸帳 双龍秘剣, Yagyū bugeichō : Sōryū hiken?) de Hiroshi Inagaki
- 1958 : La Vengeance des loyaux serviteurs (忠臣蔵, Chūshingura?) de Kunio Watanabe : Kin'emon Okano
- 1959 : Ombres dans la nuit (暗黒街の顔役, Ankokugai no kaoyaku?) de Kihachi Okamoto
- 1959 : La Naissance du Japon (日本誕生, Nippon tanjō?) de Hiroshi Inagaki

### Années 1960
- 1960 : The Secret of the Telegian (電送人間, Densō ningen?) de Jun Fukuda
- 1960 : Hawai Middouei daikaikusen: Taiheiyo no arashi (ハワイ・ミッドウェイ大海空戦 太平洋の嵐?) de Shūe Matsubayashi
- 1960 : Daigaku no sanzōkutachi (大学の山賊たち?) de Kihachi Okamoto
- 1960 : Fūryū Fukagawa uta (風流深川唄?) de Sō Yamamura
- 1961 : Hana to arashi to gyangu (花と嵐とギャング?) de Teruo Ishii
- 1961 : Kiiroi fūdo (黄色い風土?) de Teruo Ishii
- 1962 : Sakura hōgan (さくら判官?) de Shigehiro Ozawa
- 1962 : Défi d'amour propre - Fierté agressive (誇り高き挑戦, Hokori takaki chōsen?) de Kinji Fukasaku
- 1962 : Gang contre G-Men (ギャング対Ｇメン, Gyangu tai G-men?) de Kinji Fukasaku : Tojima
- 1962 : Les 47 Rōnin (忠臣蔵 花の巻 雪の巻, Chūshingura: Hana no maki, yuki no maki?) de Hiroshi Inagaki
- 1964 : Bakuto (博徒?) de Shigehiro Ozawa
- 1964 : Kangoku bakuto監獄博徒 (?) de Shigehiro Ozawa
- 1964 : Bakuto tai tekiya (博徒対テキ屋?) de Shigehiro Ozawa
- 1965 : Le Sang de la vengeance (明治侠客伝 三代目襲名, Meiji kyokyakuden : Sandaime shumei?) de Tai Katō
- 1967 : La Cérémonie de dissolution du gang (解散式, Kaisan shiki?) de Kinji Fukasaku
- 1968 : Lady Yakuza : La Règle du jeu (緋牡丹博徒 一宿一飯, Hibotan bakuto: isshuku ippan?) de Norifumi Suzuki
- 1968 : Le Jeu présidentiel (博奕打ち 総長賭博, Bakuchi uchi: Sōchō tobaku?) de Kōsaku Yamashita[4]
- 1969 : Lady Yakuza : Chronique des joueurs (緋牡丹博徒 鉄火場列伝, Hibotan bakuto: Tekkaba retsuden?) de Kōsaku Yamashita
- 1969 : Le Caïd de Yokohama (日本暴力団 組長, Nihon bōryoku-dan : Kumichō?) de Kinji Fukasaku

### Années 1970
- 1970 : Le Blazon ensanglanté (血染の代紋, Chi-zome no daimon?) de Kinji Fukasaku
- 1971 : Guerre des gangs à Okinawa (博徒外人部隊, Bakuto gaijin butai?) de Kinji Fukasaku
- 1971 : Lady Yakuza : Prépare-toi à mourir ! (緋牡丹博徒 お命戴きます, Hibotan bakuto: Oinochi itadaki masu?) de Tai Katō
- 1977 : Golgo 13: Assignment Kowloon (ゴルゴ13 九竜の首, Gorugo sātīn kūron no kubi?) de Yukio Noda (ja)
- 1977 : Yakuza sensō: Nihon no don (やくざ戦争 日本の首領?) de Sadao Nakajima

### Années 1980
- 1981 : The Gate of Youth (青春の門, Seishun no mon?) de Kinji Fukasaku et Koreyoshi Kurahara
- 1981 : Rengo kantai (連合艦隊?) de Shūe Matsubayashi
- 1982 : Seiha (制覇?) de Sadao Nakajima
- 1985 : Saigo no bakuto (最後の博徒?) de Kōsaku Yamashita

## Récompense
- 1988 : prix spécial pour l'ensemble de sa carrière aux Japan Academy Prize[5]